# Владимир (Мороз)
Митрополи́т Влади́мир (в миру Виорел Лазаревич Мороз; род. 15 августа 1959, Молодия, Черновицкая область) — епископ Украинской православной церкви, митрополит Почаевский, викарий Киевской епархии, наместник Почаевской лавры.

## Биография
Родился 15 августа 1959 года в селе Молодия Черновицкой области Украины в крестьянской семье.
В 1977 году окончил среднюю школу, в 1977—1979 годах служил в рядах советской армии.
В 1979—1980 годах работал на должности заведующего складом в Черновицком епархиальном управлении.
В 1981 году зачислен в число братии Почаевской лавры.
В 1982 году пострижен в рясофор, в 1983 году — в монашество с наречением имени Владимир.
В 1983 году рукоположён во иеродиакона.
В 1984 году рукоположён во иеромонаха.
В 1988 году окончил заочно Московскую духовную семинарию.
В 1989 году митрополитом Никодимом возведён в сан игумена. Назначен ризничим лавры.
5 августа 1990 года в честь 750-летия Почаевской лавры награждён крестом с украшениями.
В 1991 году переведён в клир Черновицкой епархии и назначен наместником Иоанно-Богословского монастыря села Крещатик.
7 июля 1992 года епископом Черновицким и Буковинским Онуфрием возведён в сан архимандрита.
28 сентября 1992 года переведён в Почаевскую лавру; нёс послушания регента архиерейского мужского хора, затем — эконома.
Избран братией обители на должность наместника.
27 июля 1996 года назначен наместником Почаевской лавры.

### Архиерейское служение
22 ноября 2000 года решением Священного синода Украинской православной церкви избран епископом Почаевским, викарием Киевской митрополии, с оставлением в должности наместника Почаевской лавры. 3 декабря 2000 года состоялась его архиерейская хиротония.
9 июля 2006 года возведён в сан архиепископа.
24 марта 2012 года возведён в сан митрополита.